# Eriococcus arenosus
Eriococcus arenosus är en insektsart som beskrevs av Cockerell 1897. Eriococcus arenosus ingår i släktet Eriococcus och familjen filtsköldlöss. Inga underarter finns listade i Catalogue of Life.